# Campeonato Gaúcho de Futebol de 2019 - Segunda Divisão
O Campeonato Gaúcho de Futebol - Segunda Divisão de 2019 foi a 19ª edição do terceiro nível do futebol gaúcho. A competição, organizada pela Federação Gaúcha de Futebol, foi disputada por doze equipes entre os meses de março e agosto e garante o acesso à Divisão de Acesso de 2020 ao campeão e vice-campeão da competição.

## Fórmula de Disputa
- Primeira Fase: As doze equipes foram divididas em dois grupos, de acordo com a localização geográfica. As equipes enfrentam-se em turno e returno dentro do próprio grupo. As quatro primeiras classificam-se para a fase de Quartas de Final.
- Quartas de Final: As quatro melhores equipes classificas em cada um dos dois grupos, enfrentam-se em cruzamento olímpico, em jogos de ida e volta com a vantagem de decidir em casa a equipe de melhor campanha.
- Semifinal: As quatro equipes vencedoras dos confrontos de quartas de final, enfrentam-se novamente em cruzamento olímpico, em jogos de ida e volta com a vantagem de decidir em casa e equipe de melhor campanha, somando-se a Primeira Fase e a Fase de Quartas de Final.
- Final: As duas equipes vencedoras dos confrontos da semifinal, enfrentam-se em jogos de ida e volta com a vantagem de decidir em casa a equipe de melhor campanha, somando-se todas as fases anteriores.

## Participantes
O Elite de Santo Ângelo e o Riograndense de Santa Maria desistiram da competição.

## Primeira Fase

### Grupo A
| Grupo A | Grupo A         | Grupo A | Grupo A | Grupo A | Grupo A | Grupo A | Grupo A | Grupo A | Grupo A | Grupo A | Grupo A |
| Pos     | Times           | Pts     | J       | V       | E       | D       | GP      | GC      | SG      | %       |         |
| ------- | --------------- | ------- | ------- | ------- | ------- | ------- | ------- | ------- | ------- | ------- | ------- |
| 1       | Guarany de Bagé | 24      | 10      | 7       | 3       | 0       | 18      | 4       | +14     | 80      |         |
| 2       | Real            | 21      | 10      | 6       | 3       | 1       | 14      | 4       | +10     | 70      |         |
| 3       | Sapucaiense     | 16      | 10      | 5       | 1       | 4       | 15      | 10      | +5      | 53      |         |
| 4       | Novo Horizonte  | 10      | 10      | 3       | 1       | 6       | 13      | 15      | –2      | 33      |         |
| 5       | Rio Grande      | 8       | 10      | 2       | 2       | 6       | 12      | 26      | –14     | 27      |         |
| 6       | 12 Horas        | 5       | 10      | 1       | 2       | 7       | 8       | 21      | –13     | 17      |         |

|  |                                      |
|  | Equipes classificadas à Segunda Fase |

| Resultados (Resumo) | Resultados (Resumo) | Resultados (Resumo) | Resultados (Resumo) | Resultados (Resumo) | Resultados (Resumo) | Resultados (Resumo) | Resultados (Resumo) |
| Clube               | 12H                 | GUA                 | NHO                 | SAP                 | REA                 | RGR                 |                     |
| ------------------- | ------------------- | ------------------- | ------------------- | ------------------- | ------------------- | ------------------- | ------------------- |
| 12 Horas            |                     | 1 – 2               | 3 – 2               | 0 – 4               | 0 – 0               | 1 – 3               |                     |
| Guarany de Bagé     | 4 – 0               |                     | 3 – 0               | 1 – 0               | 1 – 0               | 4 – 1               |                     |
| Novo Horizonte      | 2 – 2               | 0 – 1               |                     | 3 – 0               | 0 – 2               | 2 – 0               |                     |
| Sapucaiense         | 1 – 0               | 1 – 1               | 2 – 0               |                     | 0 – 3               | 4 – 1               |                     |
| Real                | 1 – 0               | 0 – 0               | 1 – 0               | 1 – 0               |                     | 4 – 1               |                     |
| Rio Grande          | 2 – 1               | 1 – 1               | 1 – 4               | 0 – 3               | 2 – 2               |                     |                     |

|  |                     |  |        |  |                      |
|  | Vitória do Mandante |  | Empate |  | Vitória do Visitante |

### Grupo B
| Grupo B | Grupo B               | Grupo B | Grupo B | Grupo B | Grupo B | Grupo B | Grupo B | Grupo B | Grupo B | Grupo B | Grupo B |
| Pos     | Times                 | Pts     | J       | V       | E       | D       | GP      | GC      | SG      | %       |         |
| ------- | --------------------- | ------- | ------- | ------- | ------- | ------- | ------- | ------- | ------- | ------- | ------- |
| 1       | Brasil de Farroupilha | 24      | 10      | 7       | 3       | 0       | 18      | 6       | +12     | 80      |         |
| 2       | Gaúcho                | 22      | 10      | 7       | 1       | 2       | 19      | 8       | +8      | 73      |         |
| 3       | Santo Ângelo          | 16      | 10      | 4       | 4       | 2       | 15      | 16      | –1      | 53      |         |
| 4       | Santa Cruz-RS         | 12      | 10      | 3       | 3       | 4       | 13      | 11      | +2      | 40      |         |
| 5       | Cruz Alta             | 7       | 10      | 2       | 1       | 7       | 10      | 20      | –10     | 23      |         |
| 6       | Nova Prata            | 2       | 10      | 0       | 2       | 8       | 9       | 23      | –14     | 7       |         |

|  |                                      |
|  | Equipes classificadas à Segunda Fase |

| Resultados (Resumo)   | Resultados (Resumo) | Resultados (Resumo) | Resultados (Resumo) | Resultados (Resumo) | Resultados (Resumo) | Resultados (Resumo) |
| Clube                 | BRA                 | CRU                 | GAU                 | NPA                 | STC                 | STA                 |
| --------------------- | ------------------- | ------------------- | ------------------- | ------------------- | ------------------- | ------------------- |
| Brasil de Farroupilha |                     | 5 – 2               | 1 – 0               | 3 – 0               | 0 – 0               | 2 – 2               |
| Cruz Alta             | 0 – 1               |                     | 0 – 1               | 2 – 0               | 1 – 1               | 1 – 3               |
| Gaúcho                | 0 – 1               | 3 – 0               |                     | 4 – 0               | 3 – 2               | 1 – 1               |
| Nova Prata            | 1 – 2               | 1 – 2               | 2 – 3               |                     | 1 – 2               | 2 – 3               |
| Santa Cruz            | 0 – 2               | 2 – 0               | 0 – 1               | 2 – 2               |                     | 4 – 0               |
| Santo Ângelo          | 1 – 1               | 3 – 2               | 1 – 3               | 0 – 0               | 1 – 0               |                     |

|  |                     |  |        |  |                      |
|  | Vitória do Mandante |  | Empate |  | Vitória do Visitante |

## Fase final
Em itálico, os times que possuem o mando de campo no primeiro jogo do confronto e em negrito os times classificados.
|  | Quartas de final           | Quartas de final      | Quartas de final | Quartas de final |       |                       | Semifinais       | Semifinais       | Semifinais       | Semifinais       |  |                 | Final           | Final           | Final           | Final           |  |  |
|  | 9 a 16 de junho            | 9 a 16 de junho       | 9 a 16 de junho  | 9 a 16 de junho  |       |                       | 23 a 30 de junho | 23 a 30 de junho | 23 a 30 de junho | 23 a 30 de junho |  |                 | 7 a 14 de julho | 7 a 14 de julho | 7 a 14 de julho | 7 a 14 de julho |  |  |
|  |                            |                       |                  |                  |       |                       |                  |                  |                  |                  |  |                 |                 |                 |                 |                 |  |  |
|  | Guarany de Bagé            | 1                     | 0                | 1                |       |                       |                  |                  |                  |                  |  |                 |                 |                 |                 |                 |  |  |
|  | Santa Cruz-RS              | 0                     | 0                | 0                |       |                       |                  |                  |                  |                  |  |                 |                 |                 |                 |                 |  |  |
|  | Santa Cruz-RS              | 0                     | 0                | 0                |       | Guarany de Bagé       | 1                | 1                | 2 (3)            |                  |  |                 |                 |                 |                 |                 |  |  |
|  |                            |                       |                  |                  |       | Guarany de Bagé       | 1                | 1                | 2 (3)            |                  |  |                 |                 |                 |                 |                 |  |  |
|  |                            | Gaúcho                | 1                | 1                | 2 (2) |                       |                  |                  |                  |                  |  |                 |                 |                 |                 |                 |  |  |
|  | Gaúcho                     | Gaúcho                | 1                | 1                | 2 (2) | 0                     | 1                | 1                |                  |                  |  |                 |                 |                 |                 |                 |  |  |
|  | Gaúcho                     |                       |                  |                  |       | 0                     | 1                | 1                |                  |                  |  |                 |                 |                 |                 |                 |  |  |
|  | Sapucaiense                | 0                     | 0                | 0                |       |                       |                  |                  |                  |                  |  |                 |                 |                 |                 |                 |  |  |
|  | Sapucaiense                | 0                     | 0                | 0                |       |                       |                  |                  |                  |                  |  | Guarany de Bagé | 2               | 1               | 3               |                 |  |  |
|  |                            |                       |                  |                  |       |                       |                  |                  |                  |                  |  | Guarany de Bagé | 2               | 1               | 3               |                 |  |  |
|  |                            | Brasil de Farroupilha | 1                | 0                | 1     |                       |                  |                  |                  |                  |  |                 |                 |                 |                 |                 |  |  |
|  | Brasil de Farroupilha (gf) | Brasil de Farroupilha | 1                | 0                | 1     | 2                     | 1                | 3                |                  |                  |  |                 |                 |                 |                 |                 |  |  |
|  | Brasil de Farroupilha (gf) |                       |                  |                  |       | 2                     | 1                | 3                |                  |                  |  |                 |                 |                 |                 |                 |  |  |
|  | Novo Horizonte             | 2                     | 1                | 3                |       |                       |                  |                  |                  |                  |  |                 |                 |                 |                 |                 |  |  |
|  | Novo Horizonte             | 2                     | 1                | 3                |       | Brasil de Farroupilha | 1                | 2                | 3                |                  |  |                 |                 |                 |                 |                 |  |  |
|  |                            |                       |                  |                  |       | Brasil de Farroupilha | 1                | 2                | 3                |                  |  |                 |                 |                 |                 |                 |  |  |
|  |                            | Santo Ângelo          | 1                | 1                | 2     |                       |                  |                  |                  |                  |  |                 |                 |                 |                 |                 |  |  |
|  | Real                       | Santo Ângelo          | 1                | 1                | 2     | 1                     | 1                | 2                |                  |                  |  |                 |                 |                 |                 |                 |  |  |
|  | Real                       |                       |                  |                  |       | 1                     | 1                | 2                |                  |                  |  |                 |                 |                 |                 |                 |  |  |
|  | Santo Ângelo               | 1                     | 2                | 3                |       |                       |                  |                  |                  |                  |  |                 |                 |                 |                 |                 |  |  |

### Quartas de Final
Jogos de Ida
| Segunda-feira, 10 de junho | Santa Cruz-RS | 0 – 1          | Guarany de Bagé | Estádio dos Plátanos, Santa Cruz do Sul                                |
| 20:00                      |               | Súmula Borderô | 86' Diego Rocha | Público: 241 Renda: R$ 3.515,00 Árbitro: RS Marcus Vinicius dos Santos |

| Quarta-feira, 12 de junho | Sapucaiense | 0 – 0          | Gaúcho | Estádio Arthur Mesquita Dias, Sapucaia do Sul                     |
| 15:00                     |             | Súmula Borderô |        | Público: 140 Renda: R$ 2.100,00 Árbitro: RS Francisco Soares Dias |

| Quarta-feira, 12 de junho | Novo Horizonte         | 2 – 2          | Brasil de Farroupilha        | Arena Cruzeiro, Cachoeirinha                                  |
| 15:00                     | William 04' · Tuta 06' | Súmula Borderô | 43' Wellington · 75' Almeida | Público: 42 Renda: R$ 720,00 Árbitro: RS Peterson Luiz Regert |

| Domingo, 09 de junho | Santo Ângelo | 1 – 1         | Real        | Estádio da Zona Sul, Santo Ângelo                                |
| 15:00                | Tiago 24'    | Súmula Boderô | 13' Batista | Público: 110 Renda: R$ 1.060,00 Árbitro: RS Rafael Rodrigo Klein |

Jogos de Volta
| Domingo, 16 de junho | Guarany de Bagé | 0 – 0         | Santa Cruz-RS | Estádio Estrela D'Alva, Bagé                                         |
| 15:00                |                 | Súmula Boderô |               | Público: 33 Renda: R$ 515,00 Árbitro: RS Anderson da Silveira Farias |

| Domingo, 16 de junho | Gaúcho     | 1 – 0          | Sapucaiense | Arena Wolmar Salton, Passo Fundo                                       |
| 11:00                | Otávio 54' | Súmula Borderô |             | Público: 475 Renda: R$ 7.370,00 Árbitro: RS Marcelo Cavalheiro Pereira |

| Domingo, 16 de junho | Brasil de Farroupilha | 1 – 1          | Novo Horizonte | Estádio das Castanheiras, Farroupilha                         |
| 15:00                | Luiz Junior 36'       | Súmula Borderô | 35' Maxsuel    | Público: 119 Renda: R$ 1.379,00 Árbitro: RS Eder Davi Zanella |

| Sexta-feira, 14 de junho | Real      | 1 – 2         | Santo Ângelo              | Módulo Esportivo, Tramandaí                                     |
| 15:00                    | Pedro 59' | Súmula Boderô | 28' Rodrigo · 39' Wendryl | Público: 35 Renda: R$ 200,00 Árbitro: RS David Baquini da Silva |

### Semifinal
Jogos de Ida
| Domingo, 23 de junho | Gaúcho      | 1 – 1          | Guarany de Bagé | Arena Wolmar Salton, Passo Fundo                              |
| 11:00                | Bruno 90+2' | Súmula Borderô | 43' Robinho     | Público: 704 Renda: R$ 10.530,00 Árbitro: RS Eleno Todeschini |

| Domingo, 23 de junho | Santo Ângelo | 1 – 1          | Brasil de Farroupilha | Estádio da Zona Sul, Santo Ângelo                        |
| 15:00                | Padel 90+4'  | Súmula Borderô | 33' Wellington        | Público: 463 Renda: R$ 4.325,00 Árbitro: RS Daniel Soder |

Jogos de Volta
| Domingo, 30 de junho | Guarany de Bagé | 1 – 1          | Gaúcho      | Estádio Estrela D'Alva, Bagé                               |
| 15:00                | Rapha 19'       | Súmula Borderô | 33' Adilson | Público: 208 Renda: R$ 2.427,50 Árbitro: RS Leandro Vuaden |

|                            |       | Penalidades                           |  |
| Robinho Roger Andrei Jaime | 3 – 2 | Adilson Dimitry Lucão Dartora Andrews |  |

| Domingo, 30 de junho | Brasil de Farroupilha        | 2 – 1          | Santo Ângelo | Estádio das Castanheiras, Farroupilha                                  |
| 15:00                | Andrion 6' · Luiz Júnior 12' | Súmula Borderô | 79' Thiago   | Público: 106 Renda: R$ 1.387,00 Árbitro: RS Jean Pierre Gonçalves Lima |

### Final
| Domingo, 7 de julho | Brasil de Farroupilha | 1 – 2          | Guarany de Bagé          | Estádio das Castanheiras, Farroupilha                         |
| 15:00               | Almeida 56'           | Súmula Borderô | 40' Itamar · 51' William | Público: 347 Renda: R$ 3.560,00 Árbitro: RS Daniel Nobre Bins |

| Domingo, 14 de julho | Guarany de Bagé | 1 – 0          | Brasil de Farroupilha | Estádio Estrela D'Alva, Bagé                                          |
| 15:00                | Roger 63'       | Súmula Borderô |                       | Público: 604 Renda: R$ 5.372,50 Árbitro: RS Erico Andrade de Carvalho |

## Premiação
| Campeonato Gaúcho de Futebol Segunda Divisão de 2019 |
| ---------------------------------------------------- |
| Guarany de Bagé Campeão (3.º título)                 |

## Estatísticas

### Público
Maiores Públicos

### Artilharia
| Pos. | Jogador | Equipe | Gols |
| ---- | ------- | ------ | ---- |
| 1º   |         |        | -    |

### Média
As médias de público são calculadas manualmente, levando-se em conta o relatório oficial emitido pela Federação Gaúcha de Futebol, disponíveis no site oficial.
| Pos. | Time                  | Média | Total | Mandos | Maior | Menor | Arrecadação | Ticket Médio |
| ---- | --------------------- | ----- | ----- | ------ | ----- | ----- | ----------- | ------------ |
| 1    | Gaúcho                | 332,1 | 2 325 | 7      | 704   | 119   | R$          | R$           |
| 2    | Santa Cruz-RS         | 184,7 | 1 108 | 6      | 324   | 51    | R$          | R$           |
| 3    | Santo Ângelo          | 178,4 | 892   | 7      | 463   | 76    | R$          | R$           |
| 4    | Cruz Alta             | 141,6 | 708   | 5      | 192   | 58    | R$          | R$           |
| 5    | Guarany de Bagé       | 134,4 | 1 075 | 8      | 604   | 33    | R$          | R$           |
| 6    | Brasil de Farroupilha | 118,7 | 831   | 8      | 347   | 45    | R$          | R$           |
| 7    | Sapucaiense           | 115,8 | 695   | 6      | 160   | 65    | R$          | R$           |
| 8    | 12 Horas              | 44,4  | 222   | 5      | 57    | 20    | R$          | R$           |
| 9    | Novo Horizonte        | 34,2  | 205   | 6      | 60    | 13    | R$          | R$           |
| 10   | Real                  | 26,5  | 159   | 6      | 35    | 20    | R$          | R$           |
| 11   | Rio Grande            | 15    | 75    | 5      | 20    | 11    | R$          | R$           |
| 12   | Nova Prata            | 11,6  | 58    | 5      | 28    | 0     | R$          | R$           |

### Desempenho Rodada a Rodada
| Pos | 1ª  | 2ª  | 3ª  | 4ª  | 5ª  | 6ª  | 7ª  | 8ª  | 9ª  | 10ª |
| --- | --- | --- | --- | --- | --- | --- | --- | --- | --- | --- |
| 1   | GUA | GUA | GUA | GUA | GUA | GUA | GUA | GUA | GUA | GUA |
| 2   | SAP | RGR | REA | REA | SAP | SAP | SAP | SAP | REA | REA |
| 3   | RGR | REA | SAP | SAP | REA | REA | REA | REA | SAP | SAP |
| 4   | REA | SAP | RGR | RGR | RGR | 12H | NHO | NHO | RGR | NHO |
| 5   | NHO | NHO | NHO | NHO | NHO | RGR | 12H | 12H | NHO | RGR |
| 6   | 12H | 12H | 12H | 12H | 12H | NHO | RGR | RGR | 12H | 12H |

| Pos | 1ª  | 2ª  | 3ª  | 4ª  | 5ª  | 6ª  | 7ª  | 8ª  | 9ª  | 10ª |
| --- | --- | --- | --- | --- | --- | --- | --- | --- | --- | --- |
| 1   | GAU | SAN | SAN | BRA | BRA | BRA | BRA | GAU | BRA | BRA |
| 2   | BRA | BRA | BRA | SAN | GAU | GAU | GAU | BRA | GAU | GAU |
| 3   | SAN | GAU | GAU | GAU | SAN | SAN | SAN | SAN | SAN | SAN |
| 4   | CRU | STC | STC | STC | STC | CRU | CRU | STC | STC | STC |
| 5   | STC | CRU | NPA | NPA | CRU | STC | STC | CRU | CRU | CRU |
| 6   | NPA | NPA | CRU | CRU | NPA | NPA | NPA | NPA | NPA | NPA |